# Franz Hessel

Franz Hessel (vor 1910)

Franz Siegmund Hessel (geboren am 21. November 1880 in Stettin; gestorben am 6. Januar 1941 in Sanary-sur-Mer) war ein deutscher Schriftsteller, Übersetzer und Lektor.
Hessel veröffentlichte vor allem Kurzprosa, darunter zahlreiche Feuilletons, und drei Romane, die gewöhnlich erkennbar eigene Erlebnisse verarbeiteten und in denen meist ein geduldig leidender Ich-Erzähler im Mittelpunkt steht. Neben seinen eigenen Arbeiten leistete er hervorragende Übersetzungen von französischen Klassikern, wie zum Beispiel Marcel Proust. Hessels Werk war in der Bundesrepublik wie das vieler anderer von den Nazis vertriebener Autoren völlig vergessen. Auch einige Neueditionen und eine Gesamtwerkausgabe änderten daran nur wenig und Hessel bleibt ein weitgehend unbekannter Autor.

## Leben
Hessel zog nach dem Tod seines wohlhabenden jüdischen Vaters, der Bankier gewesen war, als Achtjähriger mit Mutter und Bruder von Stettin nach Berlin in die Genthiner Straße 43. Sein Bruder war der spätere Historiker Alfred Hessel.

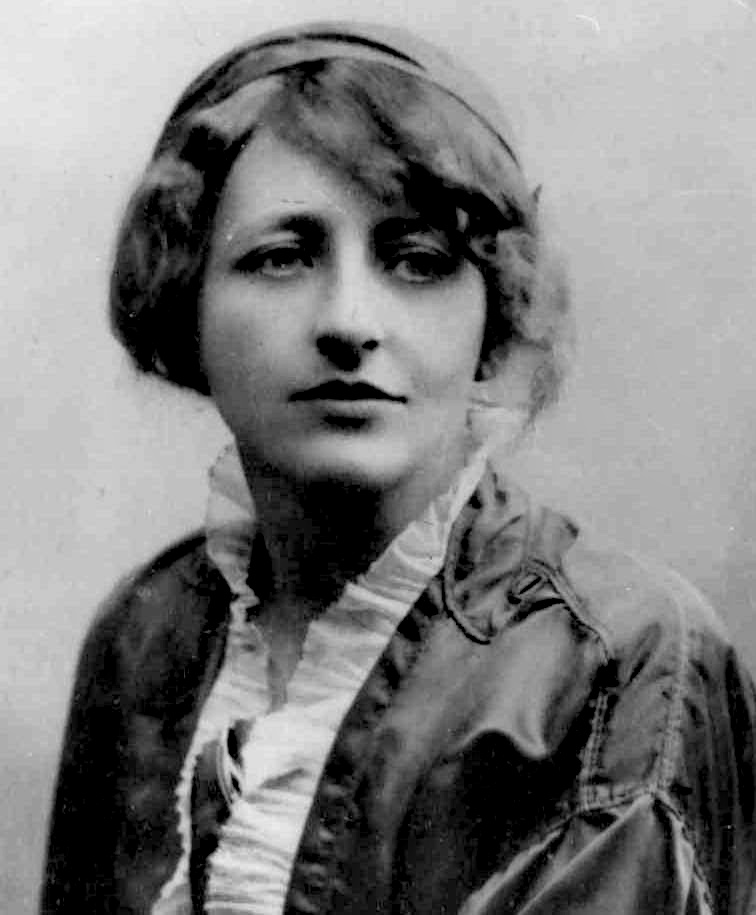
Franziska zu Reventlow, Fotografie um 1900

Hessel kam 1899 zum Jura-Studium nach München. Er wechselte später zur Orientalistik, machte aber nie einen Universitätsabschluss. Das ererbte Vermögen ermöglichte es ihm, seinen literarischen Ambitionen nachzugehen. Über Karl Wolfskehl erhielt er Anschluss an den Kreis um Stefan George und lernte Franziska zu Reventlow kennen. Mit der „Königin von Schwabing“ und ihrem Gefährten, Baron Bohdan von Suchocki, lebte er von 1903 bis 1906 in der Wohngemeinschaft im vom Maler Adolf Lentner vermieteten „Eckhaus“, Kaulbachstraße 63. Diese Zeit ist Grundlage der Romane Kramladen des Glücks von Franz Hessel und Herrn Dames Aufzeichnungen oder Begebenheiten aus einem seltsamen Stadtteil von Franziska zu Reventlow. Gemeinsam mit ihr schrieb er an mehreren Ausgaben des Schwabinger Beobachter, der vor allem den Kreis um Stefan George parodierte.
Von 1906 bis kurz vor dem Ersten Weltkrieg lebte Hessel in Paris, wo er in den Künstlerkreisen von Montparnasse verkehrte, vor allem in dem berühmten Café du Dôme, in dem sich die ausländischen Künstler trafen. Aus dieser Zeit stammt seine Bekanntschaft mit dem französischen Kunsthändler und Schriftsteller Henri-Pierre Roché und der jungen Malerin Helen Grund, die er 1913 heiratete. Der Ehe entstammte der spätere Diplomat und Widerstandskämpfer Stéphane Hessel. Nach dem Krieg ließ sich die Familie in der Villa Heimat am Ortsrand von Schäftlarn südlich von München nieder. Im Jahr 1920, als seine Ehe bereits zerrüttet war, veröffentlichte er den Roman Pariser Romanze, in dem er seine Zeit in Paris und die Bekanntschaft mit seiner Frau literarisch verarbeitete.

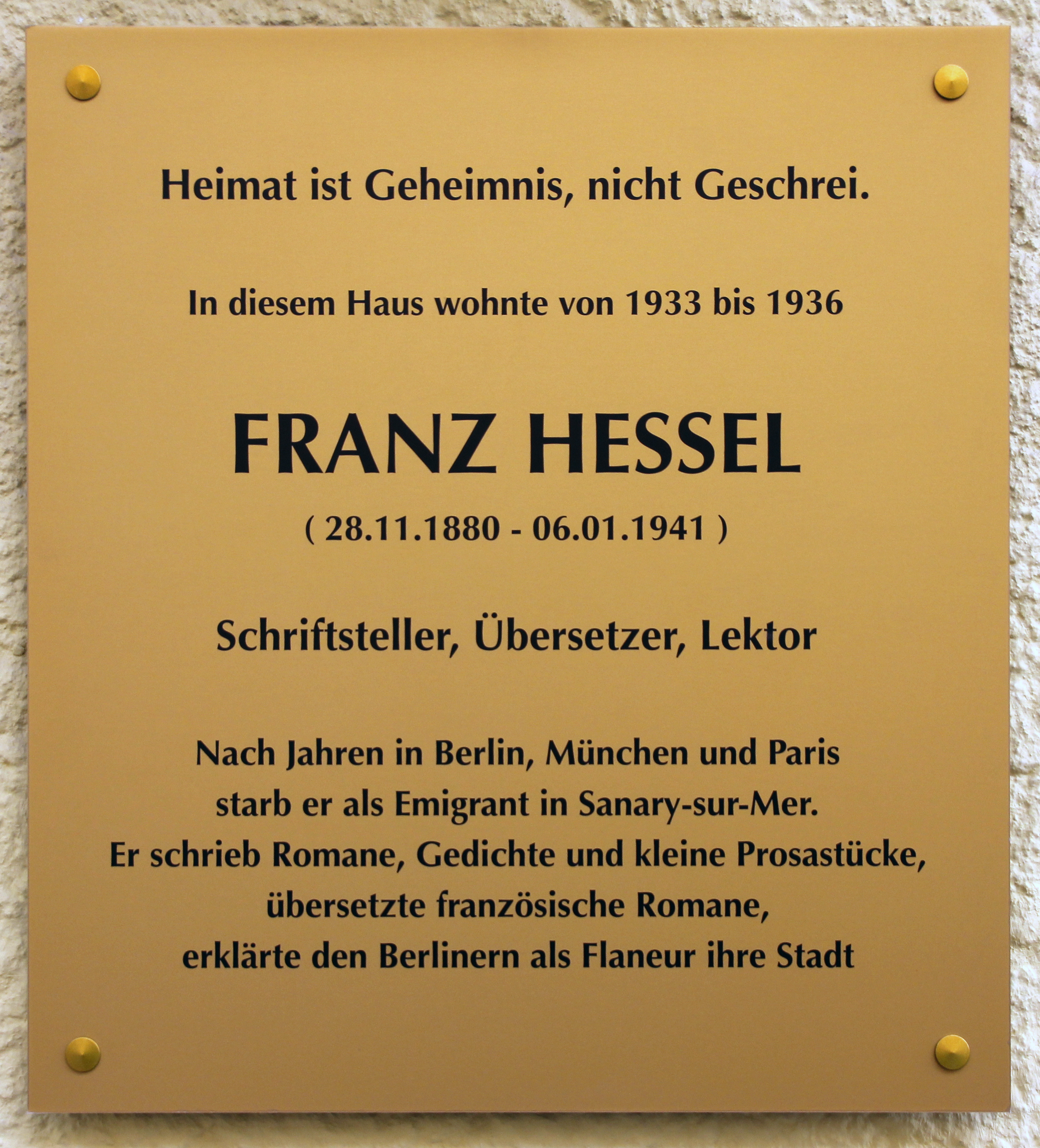
Gedenktafel am Haus Lindauer Straße 8 in Berlin-Schöneberg, wo Hessel von 1933 bis 1936 wohnte

In den zwanziger Jahren wohnte Hessel in der Berliner Friedrich-Wilhelm-Straße und arbeitete als Lektor im Rowohlt Verlag. Er übersetzte Werke von Giacomo Casanova, Stendhal und Honoré de Balzac sowie gemeinsam mit Walter Benjamin zwei Bände des Romans Auf der Suche nach der verlorenen Zeit von Marcel Proust. Zusammen mit dem Lektor Paul Mayer und Verlagsinhaber Ernst Rowohlt präsidierte Hessel alle Vierteljahre dessen Autorenabende, an denen die bedeutendsten Schriftsteller der Zeit teilnahmen. Bekannt wurde er vor allem als Lyriker, Romancier und Prosaiker. Er verliebte sich in Doris von Schönthan und widmete ihr seine Doris-Texte. Hessel blieb trotz Berufsverbots bis 1938 im nationalsozialistischen Deutschland weiterhin als Lektor im Rowohlt Verlag tätig. Das Schreiben musste er einstellen, jedoch übersetzte er Jules Romains. Schließlich folgte er dem Rat seiner Frau und seiner Freunde und emigrierte widerstrebend kurz vor dem Novemberpogrom 1938 nach Paris.

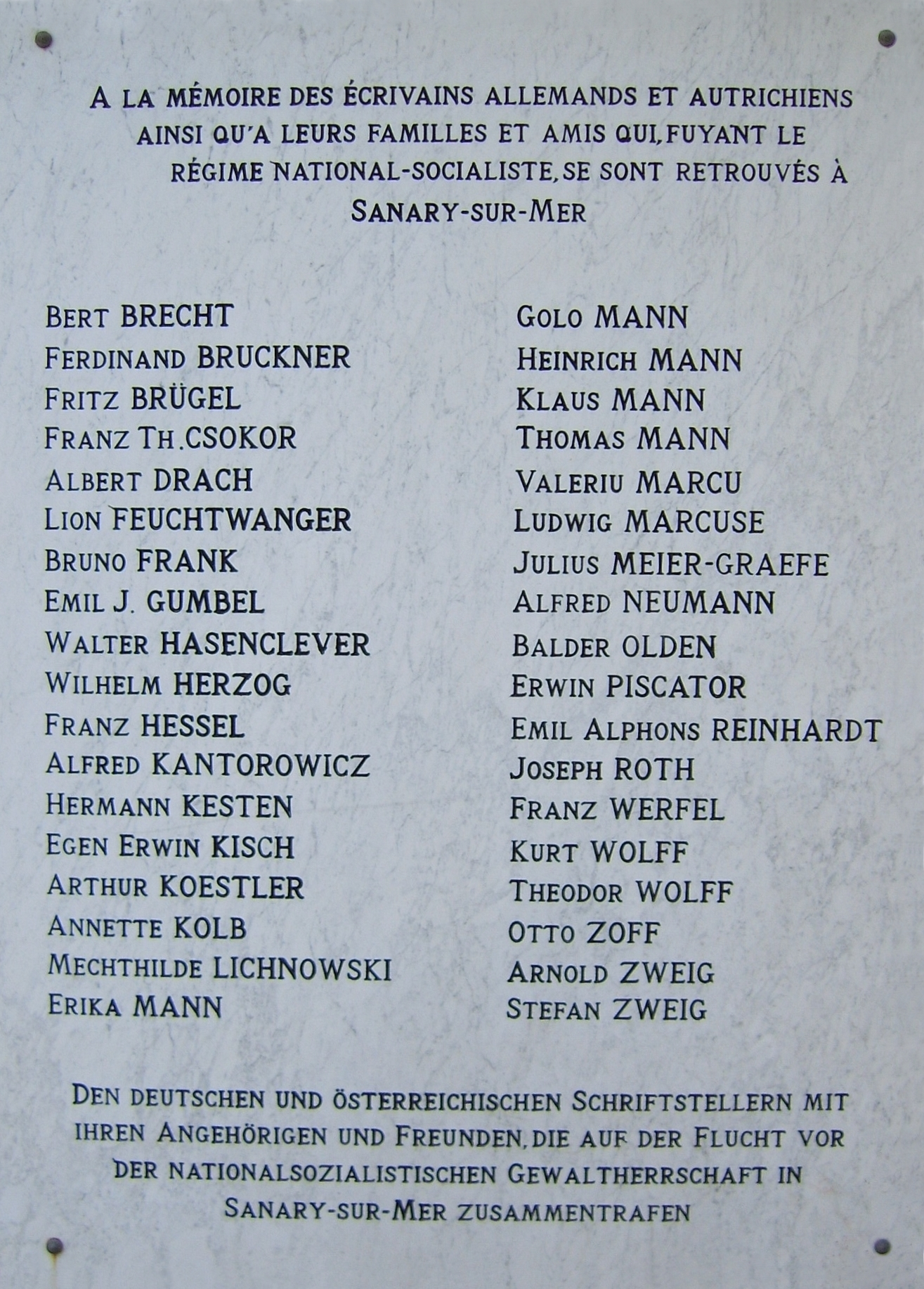
Gedenktafel in Sanary-sur-Mer für die deutschen und österreichischen Flüchtlinge

Den Vormarsch der deutschen Besatzer fürchtend, übersiedelten Hessel und seine Familie in das südfranzösische Exilzentrum Sanary-sur-Mer. Schon bald darauf wurde er auf Veranlassung des französischen Innenministers Georges Mandel gemeinsam mit seinem älteren Sohn Ulrich und vielen anderen Emigranten wie beispielsweise Lion Feuchtwanger in dem Lager Les Milles bei Aix-en-Provence interniert. Der 60-jährige Hessel erlitt während des zweimonatigen Aufenthalts im Lager einen Schlaganfall und starb 1941 kurz nach seiner Entlassung an den Folgen der Lagerhaft in Sanary-sur-Mer.

## Werk
Hessels Romane Der Kramladen des Glücks (1913), Pariser Romanze (1920), Heimliches Berlin (1927) sowie das postum von Bernd Witte herausgegebene Fragment Alter Mann (1987) zeigen einen melancholischen Erzähler in der Tradition Marcel Prousts, der, der verlorenen Vergangenheit nachtrauernd, die Erscheinungen der Moderne zu genießen bereit ist. Tucholsky schrieb in einer Kritik 1929:

„Zunächst einmal: er ist ein Dichter. So etwas ist eben graden Wegs im Azur gepflückt: […] Es ist eine Art Mannesschwäche in diesem Mann, etwas fast Weibliches (nicht: Weibisches) – schon in dem reizenden Bändchen Teigwaren leicht gefärbt sind Stellen, die fast von einer Frau geschrieben sein könnten – es ist etwas Lebensuntüchtiges, oh, wie soll ich dies Wort hinmalen, damit es nicht nach Bart und Hornbrille schmeckt? Und das weiß Hessel. Und weil er klug ist, macht er aus der Not eine Tugend und spielt, ein wenig kokett, den Lebensuntüchtigen: Ich bin nämlich ein stiller, bescheidener Dichter … Das ist nicht unangenehm, nur ein wenig monoton – trotz des großen Könnens, des wundervoll sauberen Stils, der bezaubernden eingestreuten Geschichten und Geschichtchen.“

Als Mitarbeiter der Zeitschriften Die literarische Welt und Das Tage-Buch war Hessel Autor zahlreicher Prosastücke, die ihn in der Nähe Walter Benjamins und auch seines Freundes Alfred Polgar zeigen. Gesammelt erschien solche kleine Prosa in den Bänden Teigwaren leicht gefärbt (1926), Nachfeier (1929) und Ermunterungen zum Genuß (1933). Die bekannteste Feuilleton-Sammlung Hessels aber ist Spazieren in Berlin (1929), das Benjamin in einer Kritik – die er Die Wiederkehr des Flaneurs überschrieb – als „ganz und gar episches Buch, für das Erinnerung nicht die Quelle, sondern die Muse war“, gerühmt hat. Benjamin sah in Hessel, in Analogie zu Louis Aragons Paysan de Paris, einen „Bauern von Berlin“. Er verstand es, in Berlin und Paris, den Metropolen des 19. und frühen 20. Jahrhunderts, die Mythologie als das wiederkehrende Immergleiche auszumachen. Dieser Blick auf das Wiederkehrende wurde schließlich zum zentralen Aspekt im Flaneur-Konzept von Hessel. In Spazieren in Berlin knüpfte er an eine Denkfigur an, die Walter Benjamin zuvor in seinen Berliner Kindheit-Texten realisieren konnte. Zusammen mit Benjamin wurde somit ein Typus des Flaneurs konstruiert, der sich als Paradigma des Feuilletons der Weimarer Republik etablierte. Die Spuren des Hesselschen Flaneurs führen nicht nur zu den Orten seiner Kindheit, sondern reichen in die Vergangenheit, wodurch ein Gegenkonzept zur Schnelllebigkeit und Orientierungslosigkeit der Moderne entworfen wird. Demzufolge spricht Hessel im Untertitel seiner Flaneur-Anthologie von einem „Zauber der Stadt“, dessen Wurzeln in ein historisches und entschleunigtes Berlin zurückführen. Benjamin erkannte in Hessels Texten ebenfalls eine visionäre Ebene. Im Essay Die Wiederkehr des Flaneurs schreibt Benjamin: „Nur ein Mann [Hessel], in dem das Neue sich, wenn auch still, so sehr deutlich ankündigt, kann einen so originalen, so frühen Blick auf dies eben erst Alte tun“ – Hessel selbst spricht vom sog. „ersten Blick“.

## Rezeption
In der jungen Bundesrepublik war Franz Hessel vergessen, nur seine Balzac-Übersetzungen blieben verfügbar und wurden immer wieder aufgelegt. Daran änderte sich auch durch François Truffauts Film Jules et Jim von 1962 zunächst nichts, der auf dem gleichnamigen Roman von Henri-Pierre Roché von 1953 basiert, dessen Gegenstand die Dreiecksbeziehung von Hessel, seiner Frau Helen und dem Freund Roché war.
1966 gab Peter Härtling in Vergessene Bücher einen Hinweis auf den Autor Franz Hessel. 1968 wagte dann Rogner & Bernhard eine Neuausgabe von Spazieren in Berlin mit einem Nachwort von Janos Frecot und 1969 erschien Von den Irrtümern der Liebenden mit einem Nachwort von Peter Härtling, doch schon 1970 wurde Spazieren in Berlin wieder verramscht.
Ab den 1980er Jahren erschienen dann weitere Bücher Hessels in Neuauflage bei Suhrkamp und bei Das Arsenal, 1999 dann eine 5-bändige Werkausgabe im Oldenburger Igel Verlag, die 2013 in zweiter Auflage erschien. Dort erschien 2003 auch eine Biographie Hessels von Magali Laure Nieradka. 1998/1999 gab es dann eine erste größere Ausstellung zum Werk Frank Hessels und Helen Grunds unter  dem Titel Nur was uns anschaut, sehen wir im Literaturhaus Berlin, 28. Juli bis 17. September 1998, und im Schiller-Nationalmuseum, Marbach am Neckar, 8. November 1998 bis 15. Januar 1999. Das Begleitbuch zur Ausstellung verfasste Ernest Wichner.
Mit dem zunehmenden Interesse der Germanistik am Feuilleton wurde auch das Werk Franz Hessels zumindest akademisch wiederentdeckt. Vor allem das wechselseitige Schaffen zwischen Hessel und Benjamin geriet dabei in den Fokus, wobei wichtige Grundlagen für die Entwicklung der Promenadologie nach Lucius Burckhardt gefestigt wurden.
2010 wurde ein deutsch-französischer Literaturpreis begründet, der seinen Namen trägt, der Franz-Hessel-Preis. Damit sollen zeitgenössische Autoren aus beiden Ländern geehrt werden, die mit ihrer Literatur den deutsch-französischen Brückenschlag fördern. Der Preis wurde im Dezember 2010 erstmals vergeben, an Maylis de Kerangal und Kathrin Röggla.

## Bibliographie
Erstausgaben
- Verlorene Gespielen. Gedichte. Fischer, Berlin 1905.
- Laura Wunderl. Münchner Novellen. Fischer, Berlin 1908.
- Der Kramladen des Glücks. Roman. Rütten & Loening, Frankfurt a. M. 1913. Neuausgabe mit einem Nachwort von Manfred Flügge: Lilienfeld Verlag, Düsseldorf 2012, ISBN 978-3-940357-26-7.
- Pariser Romanze : Papiere eines Verschollenen. Ernst Rowohlt Verlag, Berlin 1920. Digitalisierung: Berlin: Zentral- und Landesbibliothek Berlin, 2022, (Digitalisat). Neuausgabe mit einem Nachwort von Manfred Flügge: Lilienfeld Verlag, Düsseldorf 2012, ISBN 978-3-940357-28-1.
- Von den Irrtümern der Liebenden : Eine Nachtwache. Rowohlt, Berlin 1922. Neuausgabe: Rogner & Bernhard, München 1969.
- Sieben Dialoge. Mit 7 Radierungen von Renée Sintenis. Rowohlt, Berlin 1924.
- Die Witwe von Ephesos : Dramatisches Gedicht in 2 Szenen. Rowohlt, Berlin 1925.
- Teigwaren leicht gefärbt. Rowohlt, Berlin 1926. Neuausgabe: Teigwaren leicht gefärbt. Mt einem „Waschzettel“ von Walter Benjamin und 7 Zeichnungen von Rudolf Schlichter. Das Arsenal, Berlin 1986, ISBN 3-921810-40-X.
- Heimliches Berlin. Roman. Rowohlt, Berlin 1927 (Digitalisat). Neuausgabe mit einem Nachwort von Manfred Flügge: Lilienfeld Verlag, Düsseldorf 2012, ISBN 978-3-940357-23-6.
- Nachfeier. Erzählungen. Rowohlt, Berlin 1929. Neuausgabe: Das Arsenal, Berlin 1988, ISBN 3-921810-42-6.
- Spazieren in Berlin. Verlag Dr. Hans Epstein, Leipzig und Wien 1929. Digitalisierung: Berlin: Zentral- und Landesbibliothek Berlin, 2022, (Digitalisat). Neu herausgegeben von Moritz Reininghaus. Berlin: Verlag für Berlin-Brandenburg 2011, ISBN 978-3-942476-11-9. Neuausgabe auch  unter dem Titel: Ein Flaneur in Berlin. Hrsg. und mit einem Nachwort von Peter Moses-Krause. Mit Fotografien von Friedrich Seidenstücker. Verlag Das Arsenal, Berlin 2011, ISBN 978-3-931109-95-0.
- Marlene Dietrich. Mit 40 Photographien. Kindt + Bucher, Berlin 1931.
- Ermunterungen zum Genuß. Rowohlt, Berlin 1933. Neuausgabe: Das Arsenal, Berlin 1987, ISBN 3-921810-41-8.
- Zwei Berliner Skizzen. Aldus Druck, Berlin 1933. Digitalisierung: Berlin: Zentral- und Landesbibliothek Berlin, 2021, (Digitalisat).
- Alter Mann. Romanfragment. Hrsg. und mit einem Nachwort von Bernd Witte.Suhrkamp, Frankfurt am Main 1987, ISBN 3-518-01939-2.

Werkausgaben und Sammlungen
- Ermunterungen zum Genuß sowie Teigwaren leicht gefärbt und Nachfeier. Die Kleine Prosa 1926-1933. Mit einem Avant-propos von Walter Benjamin. Hrsg. und mit einem Nachwort von Peter Moses-Krause. Verlag Das Arsenal, Berlin 1987, ISBN 978-3-931109-15-8.
- Manfred Flügge (Hrsg.): Letzte Heimkehr nach Paris. Franz Hessel und die Seinen im Exil. Arsenal, Berlin 1989; ISBN 3-921810-43-4. Texte von Franz, Helen, Stéphane und Ulrich Hessel, Alfred Polgar, Wilhelm Speyer. Enthält Hessels letztes autobiografisches Erzählfragment, das 1940 in Les Milles entstand;
- Ein Garten voll Weltgeschichte. Berliner und Pariser Skizzen. Hrsg. und mit einem Nachwort von Bernhard Echte. dtv, München 1994, ISBN 3-423-19027-2.
- Sämtliche Werke in fünf Bänden. Hrsg. von Hartmut Vollmer und Bernd Witte. Igel-Verlag, Oldenburg 1999; 2. aktualisierte u. erweiterte Auflage, Igel-Verlag, Hamburg 2013, ISBN 978-3-86815-580-8:
  - Band 1: Romane. Hrsg. und mit einem Nachwort von Bernd Witte. Enthält: Der Kramladen des Glücks. Pariser Romanze. Papiere eines Verschollenen. Heimliches Berlin. Alter Mann.
  - Band 2: Prosasammlungen. Hrsg. und mit einem Nachwort von Karin Grund-Ferroud. Enthält: Laura Wunderl. Von den Irrtümern der Liebenden. Teigwaren, leicht gefärbt. Nachfeier. Ermunterungen zum Genuß.
  - Band 3: Städte und Porträts. Hrsg. und mit einem Nachwort von Bernhard Echte. Enthält: Spazieren in Berlin. Frauen und Städte.
  - Band 4: Lyrik und Dramatik. Mit einem Nachwort hrsg. von Andreas Thomasberger und Hartmut Vollmer.
  - Band 5: Verstreute Prosa, Kritiken. Mit Zeittafel, Bibliographie und Nachwort hrsg. von Hartmut Vollmer.

Übersetzungen
- Marcel Arland: Heilige Ordnung. 1932.
- Honoré de Balzac: Buch der Mystik. 1924 (mit Elise von Hollander und Emmi Hirschberg).
- Honoré de Balzac: Junggesellenwirtschaft. 1924.
- Honoré de Balzac: Vater Goriot. 1935.
- Giacomo Casanova: Erinnerungen. 1925 (mit Ignaz Ježower).
- Georges Clemenceau: Clemenceau spricht. Unterhaltungen mit seinem Sekretär Jean Märtet. 1930 (mit Paul Mayer).
- Albert Cohen: Solal. 1932 (mit Hans Kauders).
- Julien Green: Der Geisterseher. 1934.
- Yvette Guilbert: Lied meines Lebens. 1928.
- Marcel Proust: Im Schatten der jungen Mädchen. 1926 (mit Walter Benjamin).
- Marcel Proust: Die Herzogin von Guermantes. 1930 (mit Walter Benjamin).
- Henri-Pierre Roché: Don Juan und die Kathedrale. 1928.
- Jules Romains: Die guten Willens sind. Band 1–7. 1935–1938.